# 20 × 82 мм

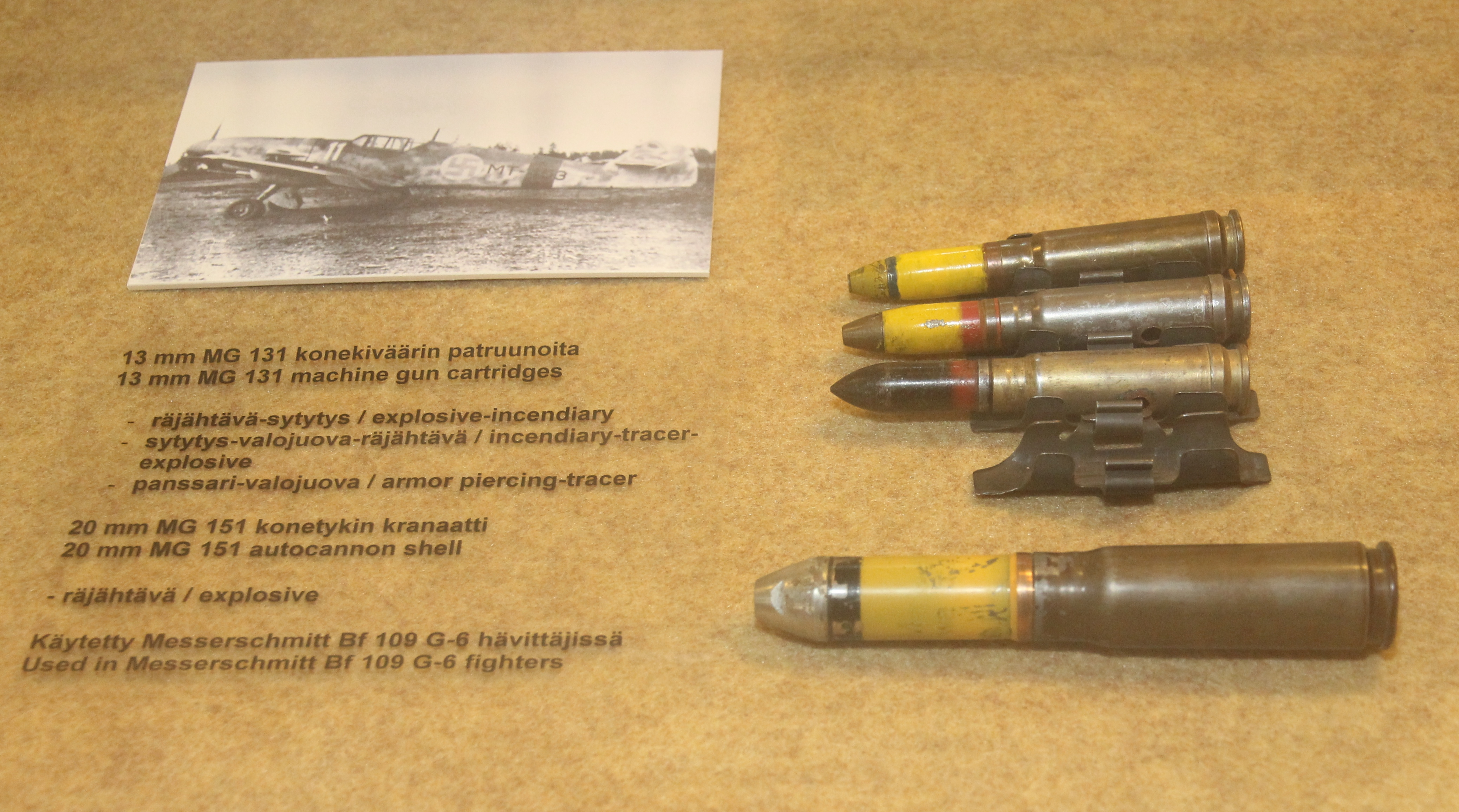
Патрон 20×82 мм с фугасным снарядом к пушке MG 151 (на переднем плане); на заднем — патроны пулемёта MG 131 в Авиационном музее Центральной Финляндии.

20 × 82 мм — патрон, разработанный в 30-х годах XX века германской фирмой Mauser для средств противотанковой обороны вермахта (пушка 2-cm Mauser), а затем нашедший применение в системах авиационного (20-mm MG 151/20) и зенитного вооружения (2-cm FLAK 38).
Наиболее широкое применение патрон нашёл в годы Второй мировой войны в качестве боеприпаса авиационных пушек MG 151/20, которыми вооружались практически все типы германских самолётов-истребителей.

## История
При разработке 20-мм патрона конструкторы фирмы Маузер увеличили диаметр дульца патрона 15×96 (MG 151/15), одновременно уменьшили высоту гильзы до 82 мм для сохранения длины обоих патронов одинаковыми и равными 147 мм. Новый патрон 20×82 мм снаряжался снарядами, унифицированными с используемыми к пушке MG FFM (фугасный, осколочно-трассирующий и бронебойный).
После 1945 года был поставлен на производство и принят на вооружение во Франции, поставлялся во многие страны. Производство продолжалось вплоть до 1970-х годов.
В ЮАР выпускался компанией Pretoria Metal Pressings. В конце 1980-х годов ЮАР приняла на вооружение патрон типоразмера 20×82 мм для пушечных систем собственной разработки. В частности для пушки Vektor 20-мм GA1, NTW-20 и др.
Выпускаемые в ЮАР патроны 20×82 мм отличаются от оригинального выстрела незначительными размерными и некоторыми иными отличиями. В частности высота гильзы была увеличена до 83,5 мм, что, тем не менее, не препятствовало её снаряжению в патронник пушки MG 151. Используется стальная лакированная гильза (выпускавшиеся после 1945 года во Франции патроны этого типа имели латунную гильзу). 20-мм снаряды содержат ведущий поясок из мягкого железа для достижения минимального износа канала ствола.
Выпускается следующая номенклатура патронов: ОФЗ (М1А3), БР (М1А2), Практический (М2А1) — см. рис.
По данным на 2002 год патрон производился компанией Manurhim, в настоящее время Nexter.
Помимо этого, данный боеприпас (в модифицированном виде и с новым снаряжением) предлагается для ряда крупнокалиберных снайперских винтовок, например — для словенской ALPIMEX APK 20.

## Техническая спецификация
Имеет латунную гильзу бутылочной формы без закраины; снаряды соответствуют патрону 20 × 80 мм RB компании Oerlikon.
| Характеристики                              | Их значения             |
| ------------------------------------------- | ----------------------- |
| Общая длина, мм                             | 147                     |
| Длина гильзы, мм                            | 81,7 83,5 (ЮАР)         |
| Диаметр дна гильзы, мм                      | 25,1                    |
| Диаметр центрирующего утолщения снаряда, мм | 19,9                    |
| Масса патрона, г                            | 205                     |
| Масса снаряда, г                            | 92…110                  |
| Начальная скорость, м/с                     | 720                     |
| Начальная энергия                           | 28,5 кДж                |
| Номенклатура типов                          | API, HEI-T, API-T, TP-T |